# Polygala gymnoclada
Polygala gymnoclada är en jungfrulinsväxtart som beskrevs av Macowan. Polygala gymnoclada ingår i släktet jungfrulinssläktet, och familjen jungfrulinsväxter. Inga underarter finns listade i Catalogue of Life.